# Lake Kutubu
Der Lake Kutubu ist ein überwiegend Grundwasser gespeister See mit einer hohen Biodiversität in der Southern Highlands Province von Papua-Neuguinea. Er liegt östlich des Kikori River, zu dessen Einzugsgebiet er gehört, 50 km südwestlich von Mendi, der Hauptstadt dieser Provinz.

## Lage und Beschreibung
Der Lake Kutubu ist einer von mehreren Seen, die auf einem Hochplateau liegen. Der See ist der zweitgrößte in Papua-Neuguinea nach dem Lake Murray, liegt auf 808 m Meereshöhe und ist der größte See des Hochlandes. Der See ist etwa 19 km lang und an der breitesten Stelle etwa 4 km breit. Die Seefläche beträgt 49,24 km² und sein Wassereinzugsgebiet ist etwa 250 km² groß. Er liegt in einem Karstgebiet und entstand ursprünglich durch vulkanische Gesteinsfragmente und Aschen, die das Tal blockierten, in dem er heute liegt. Der See hat einige kleine Inseln, auf der größten liegt Lake Kutubu Village. Er wird von kleinen Zuflüssen und Quellen gespeist, die meisten liegen unter Wasser.
Das alkalische (pH 7,6 bis 8,1) und mineralreiche (Leitfähigkeit: 166 bis 203 µS/cm) Wasser des Lake Kutubu ist sehr klar aufgrund von Nährstoffarmut und fehlenden großen Zuflüssen. Die maximale Wassertiefe beträgt 70 m. In einer Tiefe von 10 bis 25 m befindet sich eine Temperatursprungschicht auf 1,6 bis 3 °C. Unterhalb dieser Sprungschicht ist auch die chemische Zusammensetzung des Wassers deutlich verändert, mit hohem Gehalt an gelösten phosphor- und stickstoffhaltigen Verbindungen und sehr niedrigem Gehalt an gelöstem Sauerstoff unterhalb 2 mg/l. Eine lokale vertikale Wasserzirkulation findet nur selten (alle 10 bis 20 Jahre) und unregelmäßig statt, was zu Fischsterben führt. Der Wasserstand des Sees schwankt im Jahresverlauf um etwa 2 m.
Im Wassereinzugsgebiet leben zwei ethnische Bevölkerungsgruppen, die Foe im Süden und die Fasu im Norden, zusammen 33 Dörfer mit etwa 11.000 Einwohnern.

## Klima
Die mittlere Tagestemperatur liegt bei 23 °C. Die durchschnittliche jährliche Niederschlagsmenge im Gebiet des Kutubu-Sees beträgt etwa 4500 mm. Die regenreichsten Monate sind April / Mai bzw. September / Oktober. Die Luftfeuchtigkeit ist das ganze Jahr hindurch hoch mit 85 bis 90 % morgens und 70 bis 80 % nachmittags.

## Flora und Fauna
Der Lake Kutubu wird (gemeinsam mit dem Lake Sentani) als eine ökologische Region des WWF-Global 200 geführt. Wasserpflanzen wachsen bis in 6 m Wassertiefe. Er ist das außergewöhnlichste Habitat von Seefischen im Raum Neuguinea und Australien. Von den hier lebenden 18 Fischarten sind ein Dutzend endemisch, u. a.:
- zwei noch unbeschriebene Grundelarten der Gattung Glossogobius
- ein Korallenwels (Oloplotosus torobo)
- der Aquamarin-Regenbogenfisch (Melanotaenia lacustris)
- das Kutubu-Hartköpfchen (Craterocephalus lacustris)
- ein Grunzbarsch (Hephaestus adamsoni)
- mehrere Schläfergrundeln der Gattung Mogurnda (Mogurnda furva, Mogurnda kutubuensis, Mogurnda spilota, Mogurnda variegata, Mogurnda vitta)

Im Kutubu-See leben als problematische Neozoen der vom Menschen verbreitete europäische Karpfen und der Moskitofisch.

## Ökologie
Wegen seiner biologischen und ökologischen Bedeutung wird die Region als Wetland of International Significance von der Ramsar-Konvention eingeordnet. Das Gebiet wird von der Lake Kutubu Wildlife Management Area gemanagt, die eine Fläche von 240,57 km² umfasst. Das Gebiet wurde vom WWF untersucht und ein Managementplan des Wassereinzugsgebiets entwickelt, der beispielgebend für Papua-Neuguinea ist. Das Projekt wurde im Dezember 2007 abgeschlossen. Der Lake Kutubu liegt im Gebiet der geplanten Welterbestätte Kikori River Basin – Great Papuan Plateau (wörtlich „Kikori-Becken – große papuanische Hochebene“).

## Nutzung
Die einheimische Bevölkerung nutzt die Fauna des Sees als wichtige Proteinquelle. Bevorzugte Fangmethoden waren 1997 das Fischen mit Handleinen nach Fischen (30 %) und Krebsen (24 %), mit Speeren (17 %) und mit Stellnetzen (17 %). So wurden geschätzt 1,2 Millionen Fische und Krustazeen pro Jahr aus dem Kutubu-See gefischt. Drei Arten (Flusskrebse (35 %), Hephaestus adamsoni (23 %) und Oxyeleotris fimbriata (22 %)) machten dabei 80 % des Fangs aus. Bis zu 40 % der Fänge bestehen aus fünf der endemischen Fischarten.
Der See gab seinen Namen dem Kutubu Oil Project, dem ersten ausgebeuteten Ölfeld von Papua-Neuguinea, das von der Oil Search Limited seit 1992 betrieben wird. Das Ölfeld stützt die lokale Wirtschaft und führte zum Zuzug von Menschen in dieses Gebiet. Ökologische Probleme resultieren aus der wachsenden Population und der daraus folgenden Umweltverschmutzung, Waldzerstörung und Überfischung. Eine geplante Gaspipeline im Rahmen des Papua-Newguinea LNG Project mit Straße wird vermutlich diese Probleme verstärken, obwohl sie gut gemanagt wird.